# Wegen in Oekraïne

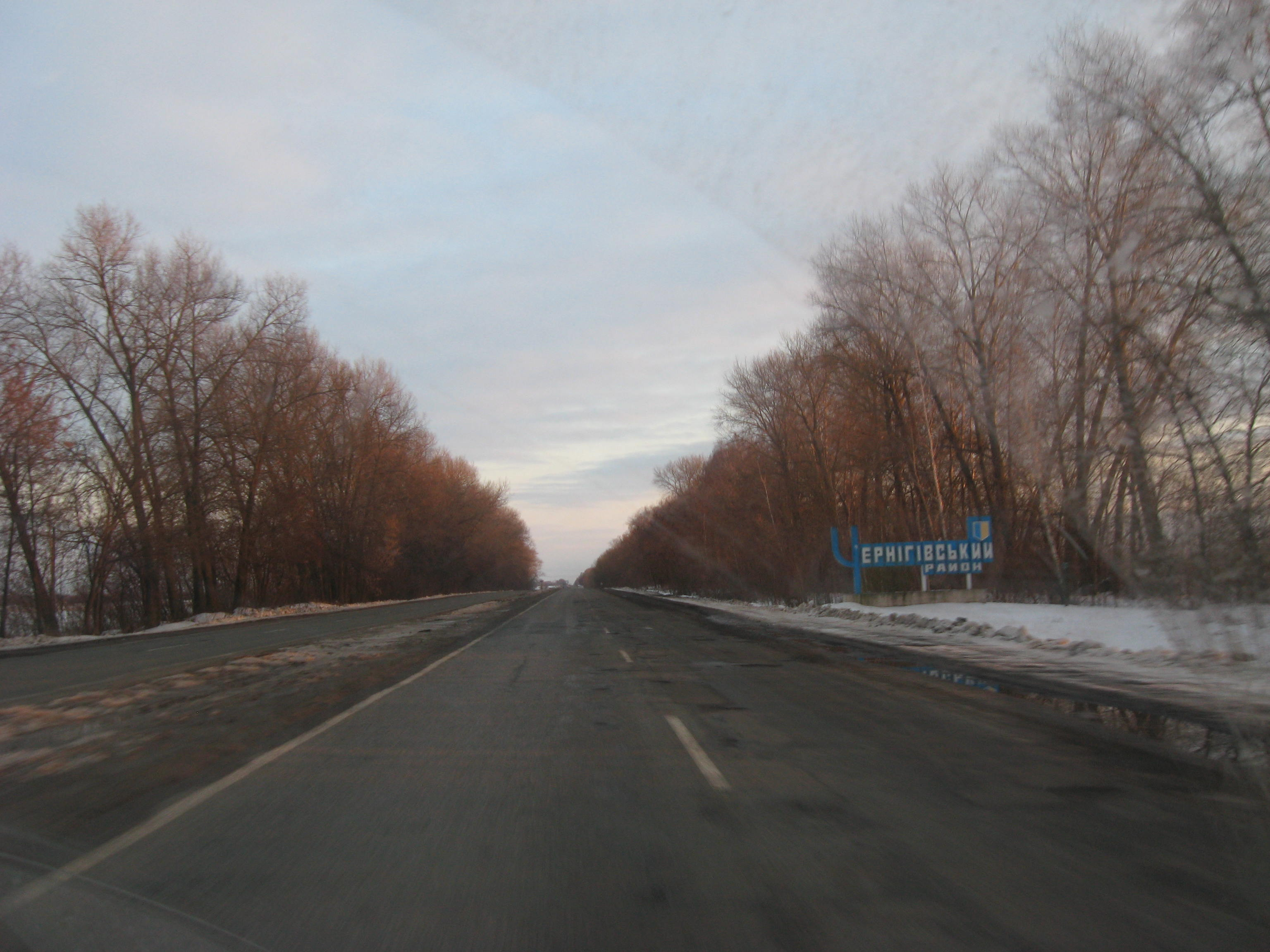
De M01 ten noorden van Kiev

De wegen in Oekraïne vormen een uitgebreid netwerk met veel hoofdwegen tussen de grote steden. Er zijn ook autosnelwegen in Oekraïne. Het aantal is echter moeilijk te schatten, omdat er veel wegen rond de minimumeisen van een autosnelweg liggen. 
In het westen, vooral in de Karpaten, is de wegkwaliteit vaak slecht. De belangrijkste wegen hebben wel een goed wegdek.

## Geschiedenis
De meeste wegen in Oekraïne zijn in de tijd van de Sovjet-Unie aangelegd. Daarbij zijn vooral vanaf de jaren zeventig veel hoofdwegen verbreed naar twee rijbanen. Er zijn maar weinig autosnelwegen opgesteld in deze tijd. De M03 tussen Kiev en de Luchthaven Kiev Boryspil is een voorbeeld. Na de onafhankelijkheid van Oekraïne zijn de M05 en M18, de eerste (substandaard) autosnelwegen geworden.
Door het Europees kampioenschap voetbal 2012 in Polen en Oekraïne besloot de Oekraïense regering om veel wegen te verbeteren. Slechts een klein deel van de plannen is ook daadwerkelijk uitgevoerd. Vooral het verbeteren van de M06 tussen Lviv en Kiev is een belangrijk project dat wel is uitgevoerd.

## Bewegwijzering

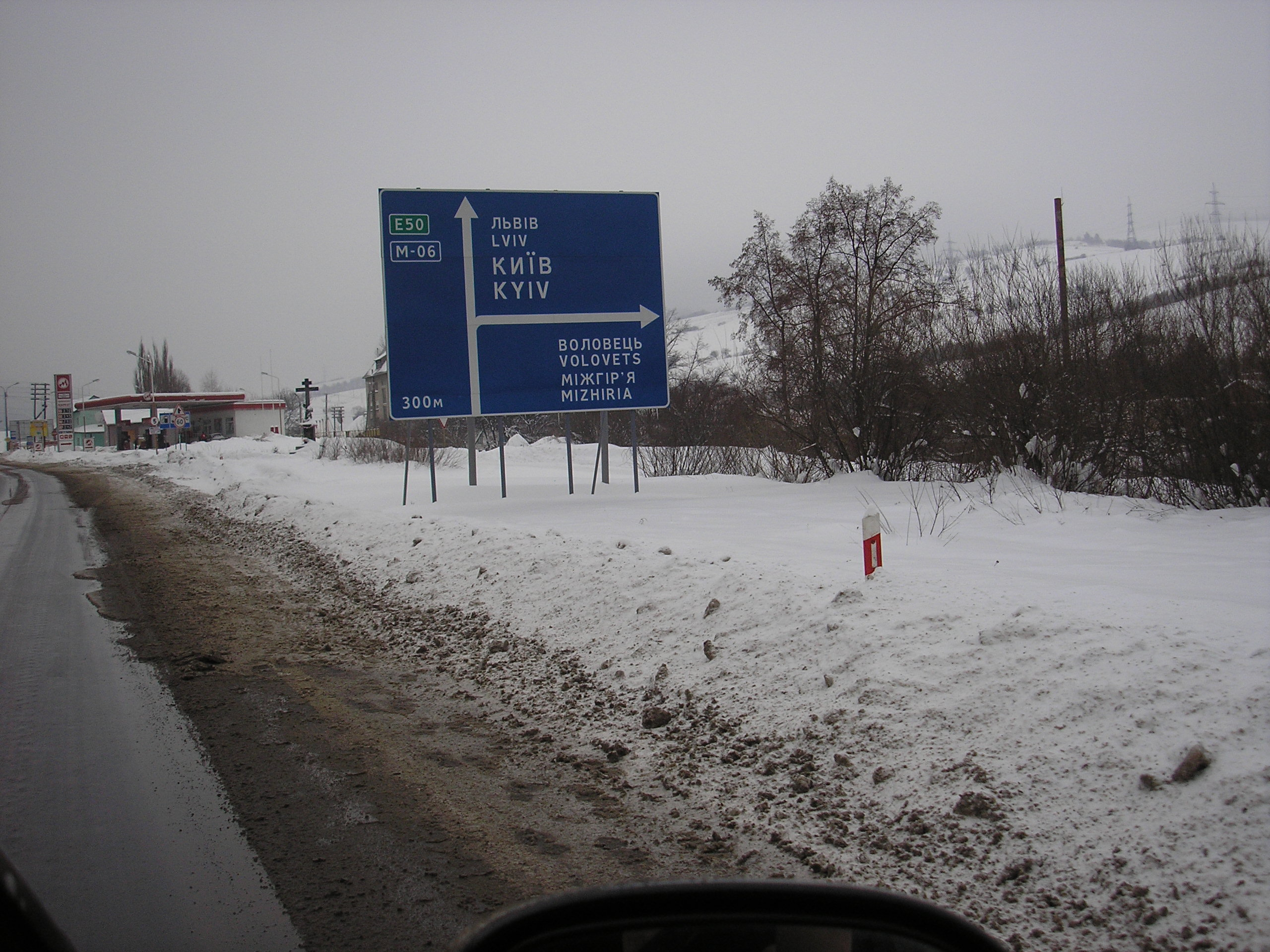
Bewegwijzering langs de M06

De bewegwijzering bestaat uit blauwe borden met witte letters. Er wordt gebruikgemaakt van het Cyrillische alfabet en alle teksten verschijnen in kapitalen op de bewegwijzering. Op belangrijke wegen wordt een Engelse transliteratie van de plaatsnamen weergegeven in het Latijnse alfabet.

## Wegnummering
De wegnummering bestaat uit vier lagen. De belangrijkste laag is die van de hoofdwegen. Deze wegen zijn over het algemeen van internationaal belang en worden aangeduid met het prefix 'M'. Ze worden in het Oekraïens Avtomagistral of Avtoshljah genoemd. 
De tweede laag zijn de nationale wegen. Deze wegen zijn over het algemeen van nationaal belang en worden aangeduid met het Cyrillische prefix 'Н', wat dus een 'N' is. 
De derde laag zijn de regionale wegen. Deze wegen zijn over het algemeen van regionaal belang en worden aangeduid met het Cyrillische prefix 'Р', wat dus een 'R' is. 
De onderste laag zijn de territoriale wegen. Deze wegen zijn slechts van lokaal belang en worden aangeduid met het prefix 'T'. De nummers van de territoriale wegen bestaat uit twee groepen van vier cijfers die gescheiden worden door een spatie. Een voorbeeld is de T 15 12.